# WASP-12
WASP-12  — жовтий карлик головної послідовності спектрального класу G0 з видимою зоряною величиною 11,7mV, що розташований на відстані приблизно 870 світлових років від Землі у напрямку сузір'я Візничий. WASP-12 має масу, радіус та ефективну температуру, які досить близькі до сонячних. Тобто, ця зоря за багатьма параметрами нагадує наше Сонце.

## Планетарна система
2008 року під час здійснення проекту СуперWASP на орбіті навколо зорі (спостереженнями проходження планети над диском зорі) було відкрито екзопланету WASP-12b. Ця екзопланета, можливо, має супутник.
| Планета (по порядку віддалення від зорі) | Маса         | Радіус             | Велика піввісь (а.о.) | Орбітальний період (діб) | Нахил орбіти (°) | Ексцентриситет орбіти | Кіл-ть супутників |
| ---------------------------------------- | ------------ | ------------------ | --------------------- | ------------------------ | ---------------- | --------------------- | ----------------- |
| WASP-12b                                 | 1.41 ±0.1 MJ | 1.83+0.06 −0.07 RJ | 0.0229 ±0.0008        | 1.091423 ± 3e-06         | ?                | 0.049 ±0.015          | ?                 |

## Див.також
- WASP-11
- WASP-12b
- WASP-13
- СуперWASP
- Проект HATNet або HAT
- Перелік екзопланет